# Jairo (futbolista brasileño)
Jairo Luis Blumer (nacido el 31 de diciembre de 1986) es un futbolista brasileño que se desempeña como centrocampista.
Jugó para clubes como el Atlético Paranaense, Ponte Preta, São Caetano, Vila Nova y Kyoto Sanga FC.

## Trayectoria

### Clubes
| Club                | País   | Año         |
| ------------------- | ------ | ----------- |
| Paulista            | Brasil | 2004 - 2006 |
| Atlético Paranaense | Brasil | 2007 - 2009 |
| Paulista            | Brasil | 2007 - 2008 |
| Ponte Preta         | Brasil | 2008        |
| São Caetano         | Brasil | 2009 - 2010 |
| Mirassol            | Brasil | 2011        |
| Vila Nova           | Brasil | 2011        |
| Grêmio Barueri      | Brasil | 2012        |
| Guaratinguetá       | Brasil | 2012        |
| XV de Piracicaba    | Brasil | 2013        |
| Mirassol            | Brasil | 2013        |
| Kyoto Sanga FC      | Japón  | 2014        |
| Ferroviária         | Brasil | 2015        |
| Penapolense         | Brasil | 2016        |
| Desportivo Brasil   | Brasil | 2017        |
| Votuporanguense     | Brasil | 2018        |